# 调音语音学
調音語音學（英語：articulatory phonetics）是語音學的分支。研究調音語音學的語音學家希望能詳實記載人類發出語音的過程，以瞭解發音孔道中各個器官（稱為調音器官，包括舌頭、嘴唇、牙齒、下腭、硬腭、軟腭）是如何協調運作影響發聲氣流以實現調音，發出各種語音。
為了瞭解語音產生的過程，通常必須使用實驗方法，因此本學門也常被歸類為實驗語言學的一支。例如，為了要瞭解在產生某個語音時，舌頭與硬腭碰觸的範圍為何，實驗者會採取電子硬腭圖（electropalatography, EPG）的方式來測量。電子硬腭圖的實驗過程是，在受測者口中裝上特製的人工假腭，假腭上裝置了許多電極。當受測者發出某個特定語音時，這些電極就可以偵測到所需的資訊，包括假腭有哪些部位與舌頭接觸以及這些接觸點在時間維度上的變化等。

## 組成部分
聲道可以透過空氣動力學-生物力學的模型看待，該模型包括三個主要組成部分:
1. 空氣腔
2. 活塞
3. 空氣閥

## 氣流發聲
要產生任何聲音，必須要有空氣的運動。要產生人們可以理解為口語單詞的聲音，空氣的運動必須穿過聲帶，往上通過喉嚨，進入嘴巴或鼻子，最後離開身體。不同的聲音是由嘴巴的不同位置所產生的，其中語言學家稱嘴巴為「口腔」，以將鼻腔區分開來。

## 輔音
輔音，透過聲道完全或部分的阻礙來發出的語音。輔音通常是通過改變從肺部呼出的氣流而產生的。用於產生和改變氣流的呼吸器官被劃分為三個區域：聲道（上喉頭）、喉頭以及聲門下系統。氣流可以是呼出的（從聲道出來）或是吸入的（進入聲道）。在肺部氣流音中，氣流在聲門下系統中由肺部產生，並通過喉頭和聲帶。聲門氣流音則是使用由喉部運動產生的氣流，而沒有來自肺部的氣流。另外，搭嘴音的產生是透過用舌頭使兩個閉塞位置之間空氣稀少，然後釋放舌頭的向前閉塞位置。

## 元音
元音是由空氣通過喉頭與聲道產生的。大多數的元音是濁音（即聲帶會振動）。除了在一些少數的情況下，聲道是打開的，使氣流能夠逃脫，而不會產生擦噪音。

## 發音器官
人的發音器官可細分為聲門、咽、軟腭、舌部、唇部。

## 外部連結
- Interactive place and manner of articulation
- Observing your articulators（页面存档备份，存于）
- QMU's CASL Research Centre site for ultrasound tongue imaging
- Seeing Speech – with reference examples of IPA sounds using MRI and ultrasound tongue imaging（页面存档备份，存于）
- UCLA Electromagnetic articulography（页面存档备份，存于）
- UCLA Aerometry（页面存档备份，存于）
- UCLA Electrolaryngography（页面存档备份，存于）
- Articulatory Phonetic Alphabet